# Большая костромская льняная мануфактура
Большая костромская льняная мануфактура (БКЛМ) («Новая Костромская льняная мануфактура», «Кашинская фабрика», «Товарищество Большой костромской мануфактуры», «Первая республиканская фабрика», «Костромская фабрика имени В. И. Ленина») — текстильное предприятие в Костроме, в прошлом один из крупнейших в Европе производителей льняных тканей.
Имеет в своём составе цеха:
- чесальные
- прядильные (расформирован в ноябре 2022 года[2])
- бельно-отделочные
- ткацкие
- швейные

Многие корпуса фабрики и здания фабричного городка (больница, училище, ясли, рабочая казарма) являются объектами культурного наследия регионального значения.  Объект культурного наследия народов РФ регионального значения. Рег. № 441520314650005 (ЕГРОКН). Объект № 4400000490 (БД Викигида)

## История
Костромской край имел развитые льняные промыслы — в конце XVIII века более 90 % отгружавшегося из Санкт-Петербургского порта льняного полотна производилось в Костроме.
В 1866 г. московские купцы братья Павел и Сергей Третьяковы, совместно со своим московским партнёром Владимиром Коншиным, организовали «Товарищество Новой Костромской Льняной Мануфактуры», для чего привлекли также в партнёры костромского купца К. Я. Кашин, имевшего опыт работы на костромских мануфактурах и ставшего фактическим управляющим фабрики.
В 1867 году на фабрике имелось 4800 веретен и 22 ткацких станка, а к 1912 — уже 41,5 тыс. веретен и 567 ткацких станков.
Продукция фабрики получала награды на Всероссийских выставках: в Москве в 1882 — за тонкие сорта полотен и пряжи, и в Нижнем Новгороде в 1896 году — за создание оборудования отечественного производства, а также «Grand-Prix» на Всемирной выставке в Париже в 1900 году
В 1891 году утверждается новый устав «Товарищества Новой Костромской льняной мануфактуры», общий капитал в 1,2 млн руб был разделён на 240 паев.
В 1897 году рядом с фабрикой возводится крупнейшее в Костроме того времени здание — пятиэтажное рабочее общежитие.
В 1912 году на фабрике уже работало около 6 тыс. человек, в то время как всё население Костромы составляло 46 тыс. человек.. Имелись вспомогательные литейный и механические цеха.
После Революции предприятие было переименовано в «Первую Республиканскую фабрику» и переживало кризис — число работников уменьшилось до 1 тыс. человек, а на механическом заводе из 1300 рабочих осталось только 450.
1920-е годы связаны с работой на фабрике инженера Ивана Зворыкина, изобретателя быстроходной льнопрядильной машины.
В 1930 году рядом с фабрикой построили теплоэлектроцентраль — современная ТЭЦ-1.
В 1936 году фабрика была переименована в «Льнокомбинат имени Ленина», и сохраняла это название до 1990х годов.
С началом Великой Отечественной войны часть производства была законсервирована. Фабрика была переориентирована на выпуск военной продукции, в том числе плащ-палаток из обработанной непромокаемой льняной ткани.
В 1961 году произошло техническое переоснащение фабрики, начался выпуск пряжи из смеси льна с лавсаном.
В 1960-х годах фабрика была включена в объединение «Волгальнопром».
В 1980-х годах произошло очередное техническое переоснащение фабрики, что привело к значительному сокращению числа работников.
1990-х годах комбинат был преобразован в ОАЗТ и испытывал кризис переходной экономики: финансовые трудности, поддержка социальных объектов, бартерные сделки, кредит под 80% годовых, трудности с поставкой сырья, конкуренция с иностранными производителями.
В 1999 году и в 2000-х предприятие несколько раз переживало банкротство и смену собственника.
В 2016 году предприятие производило 8 млн кв. м льняной ткани, в то время, как общее производство в России составляло 20 млн. Для сравнения, в 1970-х годах на предприятии в год производилось 50 млн кв. м из 700 млн общего производства в СССР (включая грубую мешковину)
В 2021 году предприятие поставляло продукцию в торговые сети «Zara Home», «Ikea»
На территории фабрики действует холстяная мануфактура «Русский Ткач» и музей, который возможно посетить по предварительной записи.

## Связанные с предприятием люди
- Алексей Николаевич Косыгин — впоследствии председатель Совета министров СССР — проходил на фабрике практику в 1932 году
- Валентина Николаевна Плетнёва — передовик производства, Герой Социалистического Труда, делегат Съезда компартии СССР
- Елена Алексеевна Смирнова — помощник мастера, Герой Социалистического Труда